# Uruch
L'Uruch (in russo Урух?; in osseto Ирӕф, Iræf, o anche Ӕрӕф, Æræf; in cabardo Урыху, Urychu) è un fiume di montagna del Caucaso settentrionale, in Russia, affluente di sinistra del Terek. Scorre nell'Ossezia Settentrionale-Alania e nella Cabardino-Balcaria.

## Descrizione
L'Uruch ha origine dal ghiacciaio Mastocete nella gola Digorskoe del Gran Caucaso (Ossezia settentrionale). Scorre verso nord-est. Ha una lunghezza di 104 km, l'area del bacino idrografico è di 1 280 km². La portata d'acqua media a 47 km dalla foce è di 20,2 m³/s. Forma un canyon prima di scendere in pianura. Nel corso inferiore è diviso in molti affluenti e rami. Sfocia nel Terek presso il villaggio di Aleksandrovskaja, non lontano dalla città di Terek.